# Тобольская епархия
Тобольская епархия — епархия Русской православной церкви, объединяющая приходы и монастыри в юго-западной части Тюменской области (в границах городов Тобольск, Тюмень, Заводоуковск, Ялуторовск, а также Вагайского, Заводоуковского, Исетского, Нижнетавдинского, Тобольского, Тюменского, Уватского, Упоровского и Ялуторовского и Ярковского районов). Входит в состав Тобольской митрополии.
Учреждена в сентябре 1620 года. Первая православная епархия в Сибири.
Одна из немногих епархий современной России, главным городом которой является не административный центр субъекта (Тюмень), несмотря на то, что он входит в её состав.

## История
Учреждена на Московском соборе патриархом Филаретом и его царственным сыном Михаилом Фёдоровичем в сентябре 1620 года.
В 1667 году на Большом Московском соборе в Тобольске была учреждена митрополия, так как епархия росла, став самой обширной епархией в тогдашней Русской Церкви. До второй четверти XVIII века Тобольская епархия, совпадавшая с административными границами Сибирской губернии, включала в себя территорию Урала, Сибири и Дальнего Востока. В 1706 году в ней было открыто Иркутское викариатство, через 15 лет преобразованное в самостоятельную Иркутскую и Нерчинскую епархию.
В XIX веке сеть учебных заведений в епархии была значительно расширена, издавалась литература на национальных языках народов Сибири.
После 1917 года епархия подверглась тяжёлым гонениям, разделив долю всей Русской Православной Церкви при советской власти. В 1922 году в Тюменской губернии была проведена кампания по изъятию церковных ценностей. В ходе её было изъято:
- 7 кг 689 г золота;
- 3 кг 622 г «церковных ценностей, усиленных ценными камнями»;
- 4 кг 312 г ценных камней;
- 4 тонны 209 кг серебряной утвари;
- 2610 руб. золотой монеты;
- 136 руб. банковского серебра;
- 223 руб. разменного серебра.

С 1937 года началась кампания массового закрытия храмов, ареста и расстрела духовенства. С 1937 по 1942 год на территории Сибири не осталось ни одного правящего архиерея, поэтому все сибирские епархии прекратили своё существование, но в эти годы в ссылке на территории Красноярского края проживал святитель Лука (Войно-Ясенецкий), единственный архиерей в Сибири, который мог совершать таинства. Поэтому в диптихе архипастырей Тобольской и Омской епархий Архиепископ Лука указан как правящий епископ этого периода.
В конце Великой Отечественной войны в городах юга области открылось несколько храмов, а территория бывшей Тобольской епархии была включена в состав образованной в 1947 году Омско-Тюменской епархии. До конца 1980-х годов в огромной по своей площади Тюменской области функционировало только восемь церквей.
Тобольская епархия была возрождена решением Архиерейского Собора в январе 1990 года, быстро начав восстановление церковной жизни в своих пределах.
30 мая 2011 года из состава епархии были выделены Ханты-Мансийская епархия в пределах Ханты-Мансийского АО и Салехардская епархия в пределах Ямало-Ненецкого АО, оставив в ведении Тобольской кафедры собственно Тюменскую область.
Большую работу по написанию истории епархии проделал Александр Сулоцкий.

## Названия
- Сибирская и Тобольская (1620 — 5 октября 1768)
- Тобольская и Сибирская (5 октября 1768—1937)
- Тобольская и Тюменская (1990—2013)
- Тобольская (с 2013)

## Правящие архиереи
Сибирская и Тобольская епархия
- Киприан (Старорусенников) (8 сентября 1620 — 14 ноября 1624)
- Макарий (Кучин) (16 декабря 1624 — 24 июля 1635)
- Нектарий (Теляшин) (7 февраля 1636 — 7 января 1640)
- Герасим (Кремлёв) (31 мая 1640 — 16 июля 1650)
- Симеон (9 марта 1651 — 16 февраля 1664)
- Корнилий (24 июня 1664 — 23 декабря 1677)
- Павел (21 июля 1678 — 4 февраля 1692)
- Игнатий (Римский-Корсаков) (3 апреля 1692 — 23 марта 1701)
- Димитрий (Туптало) (23 марта 1701 — 4 января 1702) в управление не вступал
- Филофей (Лещинский) (4 января 1702 — февраль 1711, июль 1715 — февраль 1721)
- Иоанн (Максимович) (11 марта 1712 — 10 июля 1715)
- Антоний (Стаховский) (1 марта 1721 — 27 марта 1740)
- Никодим (Сребницкий) (29 мая 1740 — 19 января 1741) в управление не вступал
- Арсений (Мацеевич) (26 мая 1741 — 13 мая 1742)
- Антоний (Нарожицкий) (26 сентября 1742 — 9 октября 1748)
- Сильвестр (Гловацкий) (6 июля 1749 — 9 октября 1755)
- Павел (Конюскевич) (23 мая 1758 — 11 января 1768)
- Варлаам (Петров) (5 октября 1768 — 27 декабря 1802)
- Антоний (Знаменский) (13 февраля 1803 — 25 мая 1806)
- Амвросий (Келембет) (25 мая 1806 — 28 октября 1822)

Тобольская и Сибирская епархия
- Амвросий (Рождественский-Вещезеров) (28 октября 1822 — 14 февраля 1825)
- Евгений (Казанцев) (30 сентября 1825 — 7 августа 1831)
- Павел (Павлов-Морев) (7 августа — 18 декабря 1831)
- Афанасий (Протопопов) (24 января 1832 — 21 сентября 1842)
- Владимир (Алявдин) (14 ноября 1842 — 20 мая 1845)
- Георгий (Ящуржинский) (30 июня 1845 — 1 апреля 1852)
- Евлампий (Пятницкий) (16 июня 1852 — 30 июля 1856)
- Феогност (Лебедев) (31 июля 1856 — 27 сентября 1862)
- Варлаам (Успенский) (7 октября 1862 — 12 апреля 1872)
- Ефрем (Рязанов) (25 марта 1874 — 11 января 1880)
- Василий (Левитов) (11 января 1880 — 9 марта 1885)
- Авраамий (Летницкий) (9 марта 1885 — 16 декабря 1889)
- Иустин (Полянский) (16 декабря 1889 — 17 июля 1893)
- Агафангел (Преображенский) (17 июля 1893 — 4 октября 1897)
- Антоний (Каржавин) (4 октября 1897 — 29 января 1910)
- Евсевий (Гроздов) (18 марта 1910 — 17 апреля 1912)
- Дионисий (Сосновский) (1 — 15 мая 1912), в/у, епископ Челябинский[3]
- Алексий (Молчанов) (17 апреля 1912 — 2 ноября 1913)
- Варнава (Накропин) (2 ноября 1913 — 7 марта 1917)
- Гермоген (Долганёв) (8 марта 1917 — 29 июня 1918)
- Иринарх (Синеоков-Андреевский) (1918—1920), в/у, епископ Берёзовский
- Николай (Покровский) (19 марта 1920—1925)
- Назарий (Блинов) (июль 1924 — 3 апреля 1930)
- Артемий (Ильинский) (3 апреля 1930 — апрель 1937)
- Алексий (Кузнецов) (27 марта — 14 мая 1934)
- Борис (Шипулин) (1934 — 8 мая 1935) в управление не вступал
- Лука (Войно-Ясенецкий) (1937—1943), считается временным управляющим, с 27 декабря 1942 — архиепископ Красноярский
- Варфоломей (Городцов) (26 июля 1943—1947), в/у, архиепископ Новосибирский

Тобольская и Тюменская епархия
- Антоний (Черемисов) (26 января — 20 июля 1990)
- Илиан (Востряков) (20 июля — 25 октября 1990) в управление не вступал
- Димитрий (Капалин) (с 4 ноября 1990)

## Благочиния
Епархия разделена на 3 церковных округа:
- Тобольское благочиние (Вагайский, Тобольский, Уватский и Ярковский районы)
- Тюменское благочиние (Нижнетавдинский и Тюменский районы)
- Ялуторовское благочиние (Заводоуковский, Исетский, Упоровский и Ялуторовский районы)

## Монастыри
Мужские
- Абалакский Знаменский монастырь в селе Абалак Тобольского района
- Свято-Троицкий монастырь в Тюмени

Женские
- Иоанно-Введенский монастырь в посёлке Прииртышский Тобольского района
- Ильинский монастырь в Тюмени

Бывшие
- Суклёмский Свято-Троицкий монастырь

## Учебные заведения
- Тобольская духовная семинария